# دریای خزر
دریای خَزَر، دریای مازَندَران یا دریای کاسپین  پهنه‌ای آبی است که از جنوب به ایران، از شمال به روسیه، از غرب به روسیه و جمهوری آذربایجان و از شرق به جمهوری‌های ترکمنستان و قزاقستان محدود می‌شود. دریای خزر در گذشته بخشی از دریای تتیس بود که اقیانوس آرام را به اقیانوس اطلس متصل می‌کرد. این دریا که گاهی بزرگ‌ترین دریاچه جهان و گاهی کوچک‌ترین دریای خودکفای کره زمین طبقه‌بندی می‌شود، بزرگ‌ترین پهنه آبی محصور در خشکی است. طول آن حدود ۱۰۳۰ تا ۱۲۰۰ کیلومتر و عرض آن بین ۱۹۶ تا ۴۳۵ کیلومتر است. سطح دریای خزر در حدود ۲۸ متر پائین‌تر از سطح دریاهای آزاد است.
قسمت شمالی این دریا بسیار کم‌عمق است. به‌طوری‌که تنها نیم درصد آب دریا در یک‌چهارم شمالی دریا قرار دارد و عمق آن به‌طور میانگین کمتر از ۵ متر است. حدود ۱۳۰ رودخانه به این دریا می‌ریزند که بیشتر آنها از شمال غربی به دریا می‌پیوندند. بزرگ‌ترین آنها رود ولگا است که هر سال به‌طور میانگین ۲۴۱ کیلومتر مکعب آب را وارد دریای خزر می‌کند. رودهای کورا ۱۳، اترک ۸٫۵، اورال ۸٫۱ و سولاک ۴ کیلومتر مکعب آب را سالانه وارد دریای خزر می‌کنند.
طبیعت بستهٔ خزر، آن را زیستگاه جانوران و گیاهان منحصر به فردی کرده‌است، اما در عین حال موجب شده تا در مقابل آلودگی‌های کشاورزی و صنعتی و نفتی بسیار آسیب‌پذیر باشد. از منابع مهم دریای خزر ذخایر نفت و گاز موجود در زیر بستر دریا و همچنین انواع ماهیان خاویاری را می‌توان نام برد.
کمیتهٔ تخصصی نام‌نگاری و یکسان‌سازی نام‌های جغرافیایی ایران در جلسهٔ مورخ ۱۸ آذر ۱۳۸۱ این کمیته مستقر در سازمان نقشه‌برداری کشور متن ذیل را به تصویب رساند: 
جهت جلوگیری از هرگونه سوءتفاهم احتمالی و جلوگیری از تشتت آراء در زمینهٔ نام پهنهٔ آبی شمال کشور، از نام «خزر» در داخل کشور و «Caspian» در متون خارجی، قراردادها و معاهدات بین‌المللی استفاده گردد.
دریای خزر ۴۰ تا ۴۴ درصد از کل آب دریاچه های جهان را تشکیل می‌دهد.

## نام‌ها

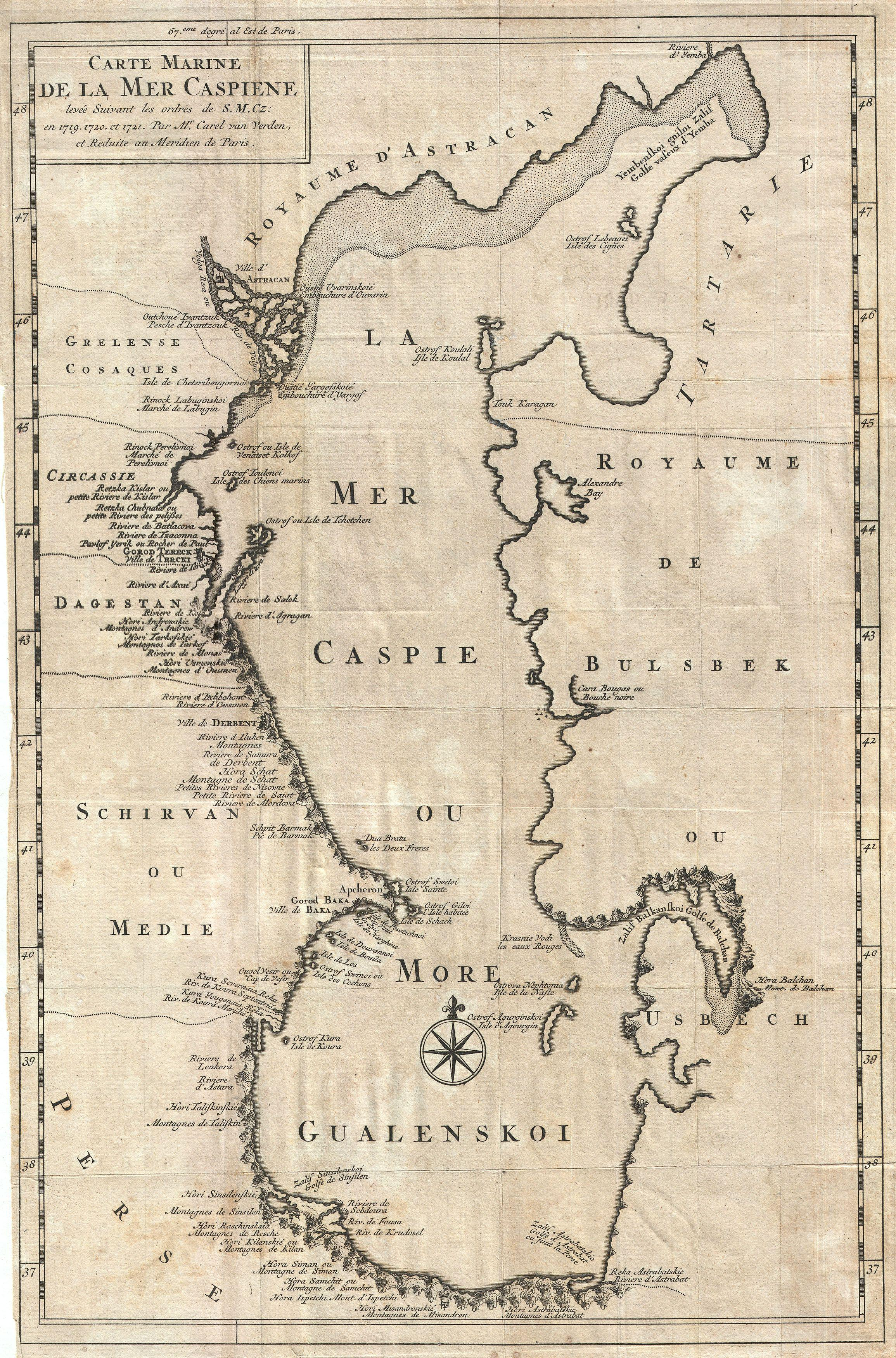
نقشه‌ای از دریای کاسپین در ۱۷۲۱ میلادی که ون وردن آن را کشیده‌است.

در سال ۱۳۶۱ دولت ایران نام دریای مازندران را نام رسمی اعلام کرد، ولی در بخشنامه دولتی سال ۱۳۸۱ نام رسمی دریای شمال ایران در مکاتبات فارسی دریای خزر و در مکاتبات انگلیسی دریای کاسپین (Caspian Sea) اعلام شد. برخی ایرانیان از ۱۳۱۶ این دریا را مازندران هم نامیده‌اند. نام دریای خزر و گاه دریای مازندران در ۵۰ سال گذشته در رسانه‌های گروهی ایران رایج بوده‌است. نام رسمی این دریا در فارسی خزر است. این نام تاریخی و رسمی رایج در فارسی به دلیل پیشینه طولانی‌مدت کاربردش در فارسی در نام‌گزینی برای دیگر موارد مربوط به منطقه مانند خزرشهر و خزرآباد و نام فارسی بسیاری از جانداران و گیاهان منطقه مانند فک خزری نیز بازتاب یافته‌است. همان‌گونه که در مورد بسیاری دیگر از عوارض جغرافیایی جهان رایج است برای این دریا نیز نام‌های متفاوتی در زمان‌های گوناگون استفاده شده‌است. در زبان‌های دیگر حاشیه این دریا نیز همین امر صادق است. به دلایل تاریخی، نام دریای شمال ایران در بسیاری زبان‌های عمدتاً غربی از نام قوم کاسپی گرفته شده‌است. این قوم باستانی در سواحل جنوب غربی دریای خزر، جایی در شمال یا جنوب رود کورا واقع در قفقاز جنوبی می‌زیستند.

### دریای خزر

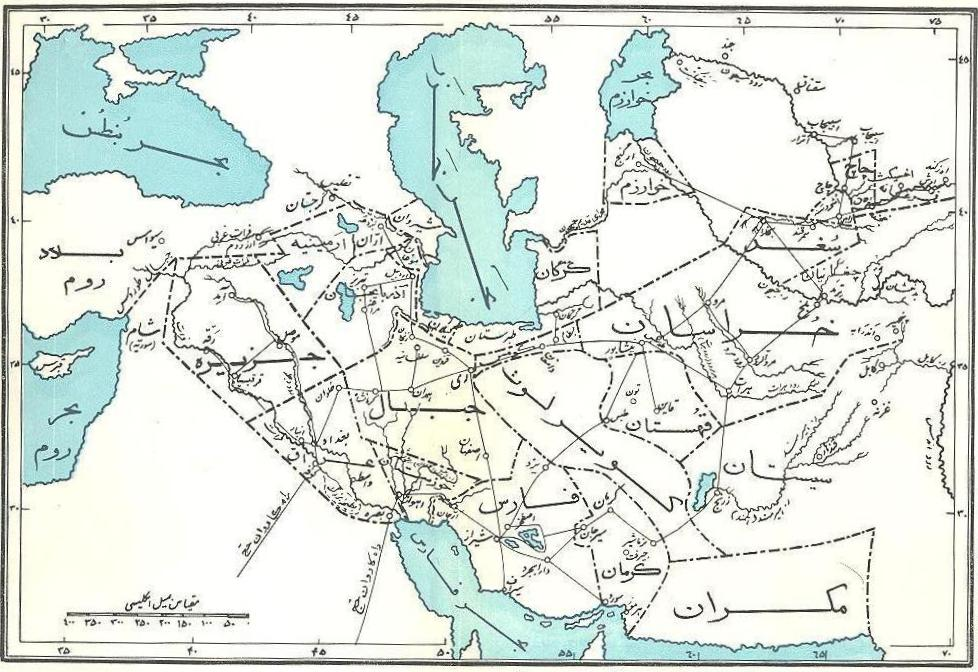
موقعیت دریاچه خزر (بحر خزر) در نقشه ایران در عصر خلفای عباسی (در بالای نقشه) برگرفته از کتاب جغرافیای تاریخی سرزمین‌های خلافت شرقی چاپ ۱۹۰۵ میلادی

در نوشته‌های مؤلفان اسلامی، نام این دریا عمدتا دریای قزوین (بحر قزوين) است، با این حال نام خزر هم کاربرد محدودی داشته است. در آغاز سدهٔ هفتم میلادی، قوم خزران در دشت‌های سفلای رود تِرِکْ و رود ولگا و شمال قفقاز سکنی داشتند. به عبارت دیگر این قوم در بین شمال‌غربی این دریا و دریای سیاه سکونت داشتند. خزرها به همراه دیگر اقوام بیابان‌گرد شمال قفقاز، در زمان ساسانیان، بارها و بارها به سرزمین ایران تاخت و تاز می‌کردند و پس از حضور کوتاه‌مدت خود معمولاً به دست سپاه ساسانی از مرزهای ایران بیرون رانده می‌شدند. این قوم هم‍واره با بیزانس بر ضد ایران هم‌پیمان بود. بنای استحکامات بزرگی چون شهر دربند در شمال قفقاز در عهد ساسانیان، که برای جلوگیری از خزران صورت گرفت، هنوز پا برجاست. و کوتاه‌سازی دست ایرانیان از این دریا برمی‌گردد. تا پیش از حملهٔ اعراب به قفقاز، در اسناد دیده نشده که این دریا را «دریای خزر» بنامند. سکونت خزران که از ناحیهٔ رود کورا، قفقاز جنوبی را مورد حمله قرار می‌دادند، نام خزر را در بیشتر زبان‌های امروزی حاشیه این دریا برای این دریا تثبیت کرد. دریاهای سیاه و آزوف هم در روزگار فعالیت خانات خزر، خزر نامیده شده‌اند.
دریای خزر امروزه در فارسی خزر، در ترکی آذربایجانی Xəzər dənizi/خزر دنیزی، در ترکمنی Hazar deňzi، در زازاکی Deryay Xezeri و … نام دارد.

### دریای مازندران

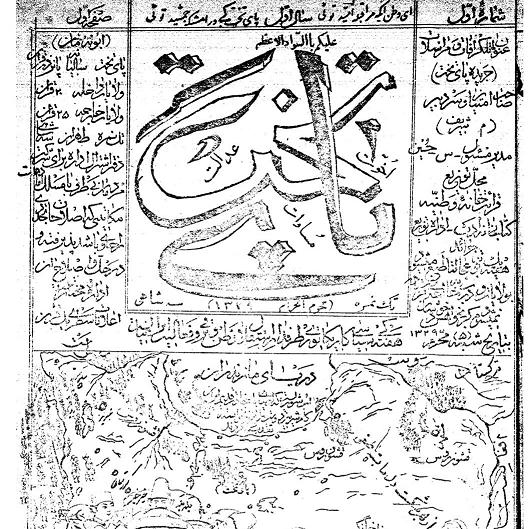
روزنامه پایتخت محرم ۱۳۲۹ (دی ماه ۱۲۸۹) که نام دریای مازندران در نقشه ترسیمی مشخص است

ایرانیان از ۱۳۱۶ این دریا را مازندران می‌نامند. نام دریای مازندران و دریای خزر در ۵۰ سال گذشته در رسانه‌های گروهی ایران رایج بوده‌است. در سال ۱۳۶۱ دولت ایران نام دریای مازندران را نام رسمی اعلام کرد.شاهزاده مسعود میرزا ظل‌السلطان ملقب به ظل‌السلطان که از شاهزادگان قاجار و بزرگ‌ترین پسر به سن بلوغ رسیده ناصرالدین‌شاه بود که در دوران جوانی مدتی حاکم مازندران بود. وی در خاطرات خود آورده‌است: "وقتی در بلده در اردوی همایونی بودم، دستورالعملی به جناب بهاءالملک وزیر من و من مرحمت فرمودند که میانکاله را ضبط کرده، قلعه‌ای بسازیم و در او ساخلو بگذاریم. این میانکاله همان شبه‌جزیرهٔ آبسکون است که شرحش را نوشتیم. یکی از اسامی این دریای مازندران را دریای آبسکون نیز می‌گویند. حکیم زجاجی شاعر سده هفتم در کتاب همایون‌نامه به نام دریای مازندران اشاره می‌کند همچنین حافظ ابرو مورخ سده هشتم در کتاب زبدة التواریخ به نام دریا مازندران اشاره می‌کند.

### دریای طبرستان
دریای طبرستان نام دیگری است که در منابع کهن آمده‌است. نام طبرستان پیش از اسلام به‌صورت تپورستان بود که ریشه در نام قوم تپور دارد که در شمال ایران سکونت داشتند و پس از اسلام طبری نام گرفتند. در اسنادی که در مؤسسات تاریخ‌شناسی روسیه است آمده که نوجین زیس در سده دوازدهم نوشته‌است که ایرانیان این دریا را سده‌ها دریای تبرستان می‌خواندند. ولی چون واژهٔ مازندران میان بومیان تبرستان جایگزین گشته، آن را دریاچهٔ مازندران می‌خوانند، علی‌رغم این‌که نام مازندران بسیار کهن است اما نام دریای مازندران برای اولین بار در دویست سال اخیر رایج شده‌است. نام دریای مازندران و دریای خزر در ۵۰ سال گذشته در رسانه‌های گروهی ایران رایج بوده و در سال ۱۳۶۱ دولت نام دریای مازندران را نام رسمی اعلام کرد. اما همچنان هر دو نام به‌طور متناوب بکار می‌رفت. دومین همایش، همایش ژئوماتیک اردیبهشت ۱۳۸۲ سازمان نقشه‌برداری کشور دبیرخانه کمیته یکسان‌سازی نامهای جغرافیایی.
به نوشته صادق کیا مازندران شاهنامه طبرستان نیست بلکه سرزمینی ست جدا از ایران با مردمانی غیر ایرانی. در بخش تاریخی شاهنامه دو مورد به مازندران اشاره شده که مؤید جدایی مازندران از ایران به ویژه طبرستان است. از سده ۵ کم‌کم نام مازندران در مناطق شمال ایران ظاهر شد.
ابن اسفندیار می‌گوید این نام از زمان‌های اخیر جای طبرستان متداول شده‌است. او منسوب این ولایت را «موزاندرون» می‌داند، چرا که موز کوهی ست که از گیلان تا به لار و قصران کشیده شده‌است و تا جاجرم، یعنی این درون کوه موز است.
سید ظهیرالدین مرعشی نام مازندران را نوساخته و جدید می‌داند و می‌نویسند از ماز نام کوهیست که از گیلان تا لار و قصران کشیده شده‌است و درون دیواری را که مازیار دستور ساختن اش را داد مازندرون می‌گفتند.
ظهیرالدین مرعشی مورخ سده نهم در کتاب تاریخ طبرستان و رویان و مازندران می‌نویسد: حد طبرستان از طرف شرقی دیناره‌جاری و از طرف غربی ملاط که آن قریه شهر هوسم که اکنون به فرضه روده‌سر اشتهارد دارد. حد مازندران از طرف شرقی بیشه انجدان است و از طرف غربی ملاط است. حد گرگان حالیا که به استرآباد مشهور است و اصلاً دهستان می‌گفتند شرقی دیناره جاری است که حد شرقی تمام طبرستان است و غربی انجدان که حد شرقی مازندران است. به گفتهٔ ظهیرالدین مرعشی مازندران بخشی از طبرستان است و سرزمین طبرستان، گرگان و مازندران هر دو را در بر می‌گرفت.

### دریای گرگان

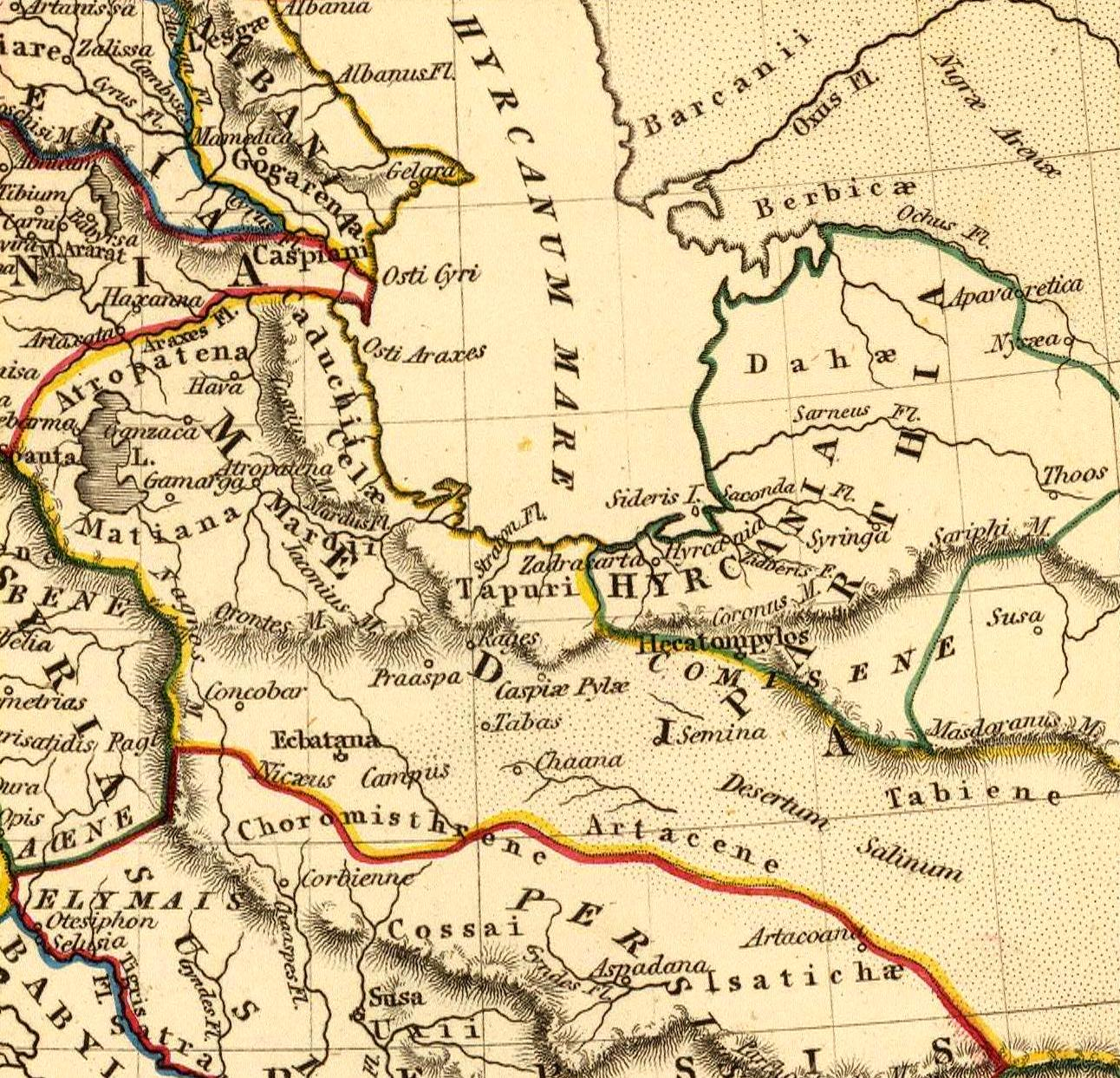
دریای هیرکانی

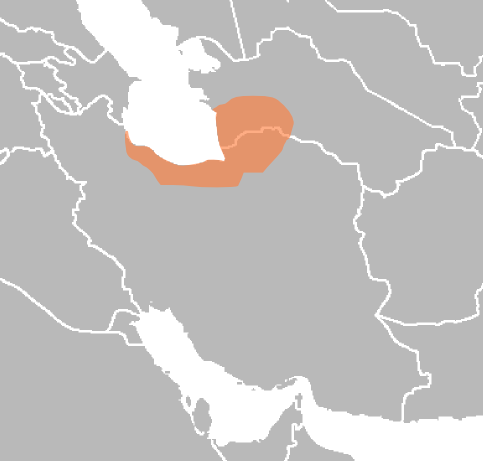
نقشه ایالت ورکانه شامل استان‌های گیلان، مازندران و گلستان و دهستان (که شامل نواحی ای از ترکمنستان فعلی است) به انضمام دریای گرگان است.

دریای گرگان یا دریای ورکانه یکی از دو نام این دریاچهٔ بزرگ در عهد هخامنشیان و همچنین اشکانیان است که در واقع یک ساتراپی (شهربانی یا در واقع استانداری امروزین) بوده‌است.

### دریای کاسپی

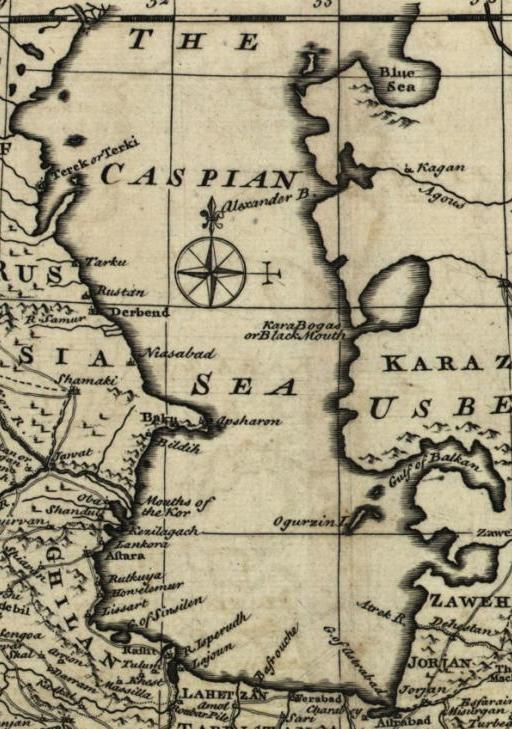
نقشهٔ دریای خزر در نقشه ایران در دوره افشاریه

نام «دریای کاسپی» در زبان فارسی سابقه استفاده رسمی ندارد. عنایت‌الله رضا، در کتاب نام دریای شمال ایران، دریای کاسپی را بهترین نام برای این دریا دانسته‌است.
واژهٔ کاسپین، نمونهٔ فرانسوی‌شدهٔ واژهٔ کاسپی است. پسوند "ian-" در انتهای واژهٔ فرانسوی Caspian پسوند صفت‌ساز در آن زبان است. در انگلیسی تلفظ نام این دریا به صورت «کَسپین سی» است و نه کاسپین. 
کاسپی‌ها (به یونانی: Káspioi) یکی از اقوام باستانی در سواحل جنوب غربی دریای خزر جایی در شمال یا جنوب رود کورا واقع در قفقاز جنوبی می‌زیستند. بیشتر پژوهشگران کاسپی را با پایتاکاران که سرزمینی ما بین دو رود کورا و ارس بود یکی می‌دانند. به گفته یوزف مارکوارت کاسی‌ها همچون تپورها قومی گسترده پیش از آریایی‌ها بوده‌اند که به وسیلهٔ اقوام مهاجر ایرانی به نواحی کوهستانی عقب رانده شدند.
نام‌هایی که معنای «دریای کاسپی» می‌دهند از نظر تاریخی در زبان‌های غربی مطرح‌تر بوده‌است.
کاسپین شکل اروپایی نام کاسپی است که با پسوند انگلیسی/فرانسوی ian- ساخته شده که پسوندی مربوط به زبان فارسی نیست. 
نام‌های مشتق از کاسپی، در زبان‌های غیرفارسی هریک یا پسوند صفت‌ساز خود آن زبان‌ها به‌کار رفته‌است، ازجمله «کَسپین»، «کاسپیشه»، «کاسپیس»، «کاسپیسکی». کاسپی‌ها مردمانی غیر هندواروپایی و غیر آریایی بودند که از هزاره دوم پیش از میلاد تا دوره ساسانی، اشاره‌هایی به حضور آنها در بخشی از منطقه قفقاز شده‌است. کاسپین، صفت وصفی یا نسبتی در زبان‌های انگلیسی و فرانسوی است برای «کاسپی» است. اگر بخواهیم به‌صورت مفرد با پسوند فارسی، آن را تلفظ کنیم، به دلیل گرفتن «یای نسبت» باید «کاسپی» بگوییم و آوردن شکل کاسپین در فارسی نادرست است، همان‌گونه که بقیهٔ کشورها این دریای را با پسوند خود بیان می‌کنند. نام دریای خزر در زبان یونانی Kaspia Thalassa، لاتینی Mare Caspium و در آلمانی Caspisches see در انگلیسی Caspian Sea است.

## پیشینه
این دریا در گذشته بخشی از دریای پاراتتیس بود. از حدود ۵۰ تا ۶۰ میلیون سال پیش به تدریج راه این دریا ابتدا به اقیانوس آرام و سپس به اقیانوس اطلس بسته شد. در سال ۱۹۵۲ شوروی رود دُن و ولگا را با ایجاد آبراهی مصنوعی به هم پیوست تا کشتی‌های کوچک بتوانند از دریای خزر به دریای آزوف و دریای سیاه بروند. بدینسان دریای خزر دوباره به دریاهای آزاد راه یافت.

## تاریخ
- دریای خزر میلیون‌ها سال پیش در دوران مزوزوئیک شکل گرفت که این منطقه با یک بالا آمدن زمین‌شناسی روبرو شد. این دریا بین دو قاره‌ی اروپا و آسیا قرار دارد و توسط پنج کشور روسیه، قزاقستان، ترکمنستان، ایران و جمهوری آذربایجان احاطه شده‌است.
- دریای خزر از قدیم الایام مسیر تجاری مهمی بوده و اروپا و آسیا را به هم متصل می‌کرده‌است. یونانیان باستان، ایرانیان و رومی‌ها همگی در دریای خزر تجارت می‌کردند.
- در قرون وسطی، دریای خزر قطب راه تجارت جاده ابریشم بود که چین را به اروپا متصل می‌کرد. این منطقه توسط امپراتوری‌های مختلفی از جمله ترک‌های سلجوقی، مغول‌ها و تیموریان اداره می‌شد.
- روسیه در قرن ۱۸ شروع به گسترش امپراتوری خود به منطقه خزر کرد. در قرن نوزدهم، روسیه کنترل سواحل شمالی دریای خزر را به دست آورد و از آن به عنوان پایگاهی برای نیروی دریایی خود استفاده کرد.
- در قرن بیستم بسیاری از کشورهای اطراف دریای خزر از روسیه استقلال یافتند، از جمله قزاقستان، ترکمنستان و آذربایجان. با این حال، وضعیت دریای خزر همچنان یک موضوع بحث‌برانگیز بین این کشورهای تازه استقلال یافته و ایران که مدعی سهمی از این دریا بودند، باقی ماند.
- کشورهای اطراف دریای خزر در سال ۲۰۰۱ کنوانسیون چارچوب حفاظت از محیط زیست دریایی دریای خزر را برای همکاری در زمینه مسائل اکولوژیکی مرتبط با دریا امضا کردند.
- دریای خزر همچنان یک منطقه مهم برای تولید نفت و گاز است و ذخایر قابل توجهی در زیر آب‌های آن قرار دارد. وضعیت این منابع منبع تنش بین کشورهایی است که دریا را احاطه کرده‌اند، زیرا هر کشوری به دنبال اعمال کنترل بر سهم بیشتری از این منابع ارزشمند است.

## ویژگی‌ها

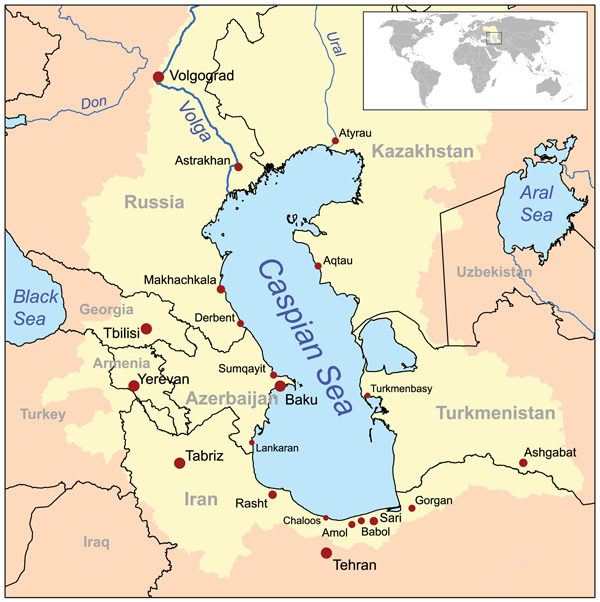
حوضه آبریز دریای خزر

خط ساحلی دریا حدود ۷ هزار کیلومتر، مساحت آن ۳۷۱ تا ۳۸۶ هزار کیلومترمربع (یک و نیم برابر خلیج فارس) و حجم آب آن نیز ۷۸۷۰۰ کیلومتر مکعب است.
این دریاچه با طول تقریبی ۱۲۰۰ کیلومتر و عرض متوسط ۳۲۰ کیلومتر و مساحت ۴۳۸۰۰۰ کیلومتر مربع و حجم ۷۷۰۰۰۰ کیلومتر مکعب بزرگ‌ترین دریاچه آب نسبتاً شیرین جهان است. باریک‌ترین عرض آن ۲۲۰ کیلومتر بین شبه‌جزیره آب‌شوران و دماغه کواولی و عریض‌ترین بخش آن حدود ۵۴۵ کیلومتر در شمال آن قرار دارد، کم‌عمق‌ترین ناحیه این دریاچه ۲۵ متر در منطقه شمالی است و عمیق‌ترین مناطق در قسمت مرکزی و جنوبی واقع شده‌است که در بعضی از مناطق جنوبی ۹۰۰ الی ۱۰۰۰ متر عمق دارد، سواحل این دریاچه جمعاً ۶۳۷۹ کیلومتر است که حدود ۹۲۲ کیلومتر آن در خاک ایران واقع شده‌است و وسعت حوضهٔ آبگیر آن ۳۷۳۳۰۰۰ کیلومتر مربع است که ۲۵۶۰۰۰ کیلومتر مربع آن در خاک ایران قرار دارد. این دریاچه ۲۸ متر پائین‌تر از سطح اقیانوس‌ها است و بنابراین هیچ‌گونه خروجی از این دریاچه وجود ندارد.
۸۱٪ آب ورودی این دریا را رود بزرگ ولگا تأمین می‌کند. عمق آن از شمال به جنوب افزایش می‌یابد. میانگین ژرفای این دریاچه در ناحیه شمالی کم‌تر از ۱۰ متر، در بخش میانی بین ۱۸۰ تا ۷۸۸ متر و در بخش جنوبی که آب‌های کناره ایران را تشکیل می‌دهد به ۹۶۰ تا ژرفای ۱۰۲۵ متری نیز در ناحیه جنوبی این دریاچه گزارش شده‌است. دریای خزر از ۵۷۵ نوع گیاه، ۱۳۳۲ گونه جانور و ۸۵۰ گونه ماهی برخوردار است. مهم‌ترین ویژگی اقتصادی خزر، نفت و گاز است نفت در خزر در سال ۱۳۰۲ / ۱۹۲۳ در باکو کشف شد. ذخایر اثبات‌شدهٔ نفت در این دریا ۳۲ میلیارد بشکه است و این یعنی حدود ۴ درصد از کل ذخایر نفت خاورمیانه. ذخایر احتمالی نفت این حوزه نیز در حدود ۱۶۳ میلیارد بشکهٔ دیگر برآورد شده‌است.
جهت جریان آب این دریاچه از سمت شمال غربی به جنوب شرقی است. همین جهت جریان و ژرفای زیاد آب در کرانه‌های ایران که باعث کندی حرکت جریان می‌شود منجر به تجمع انواع آلودگی‌های این دریاچه در سواحل ایران به میزانی بیش از کرانه‌های دیگر کشورها می‌شود.
این دریا محل زندگی گرانبهاترین ماهی‌های دنیا است. در بخش جنوبی دریای مازندران و رودخانه‌هایی که به آن می‌ریزند یعنی سواحل مربوط به ایران، ۷۸ گونه و زیرگونه ماهی یافت می‌شود. از مهم‌ترین رودخانه‌هایی که به این دریا می‌ریزد می‌توان از سفیدرود، رود اترک و رودخانه هراز نام برد. دریای مازندران یکی از اکوسیستم‌های آبی جهان است که محیطی مناسب برای زندگی و رشد مرغوب‌ترین ماهیان خاویاری جهان است. ۹۰ درصد صید ماهیان خاویاری مختص به این دریا است.

## رژیم حقوقی و مناقشات بین‌المللی

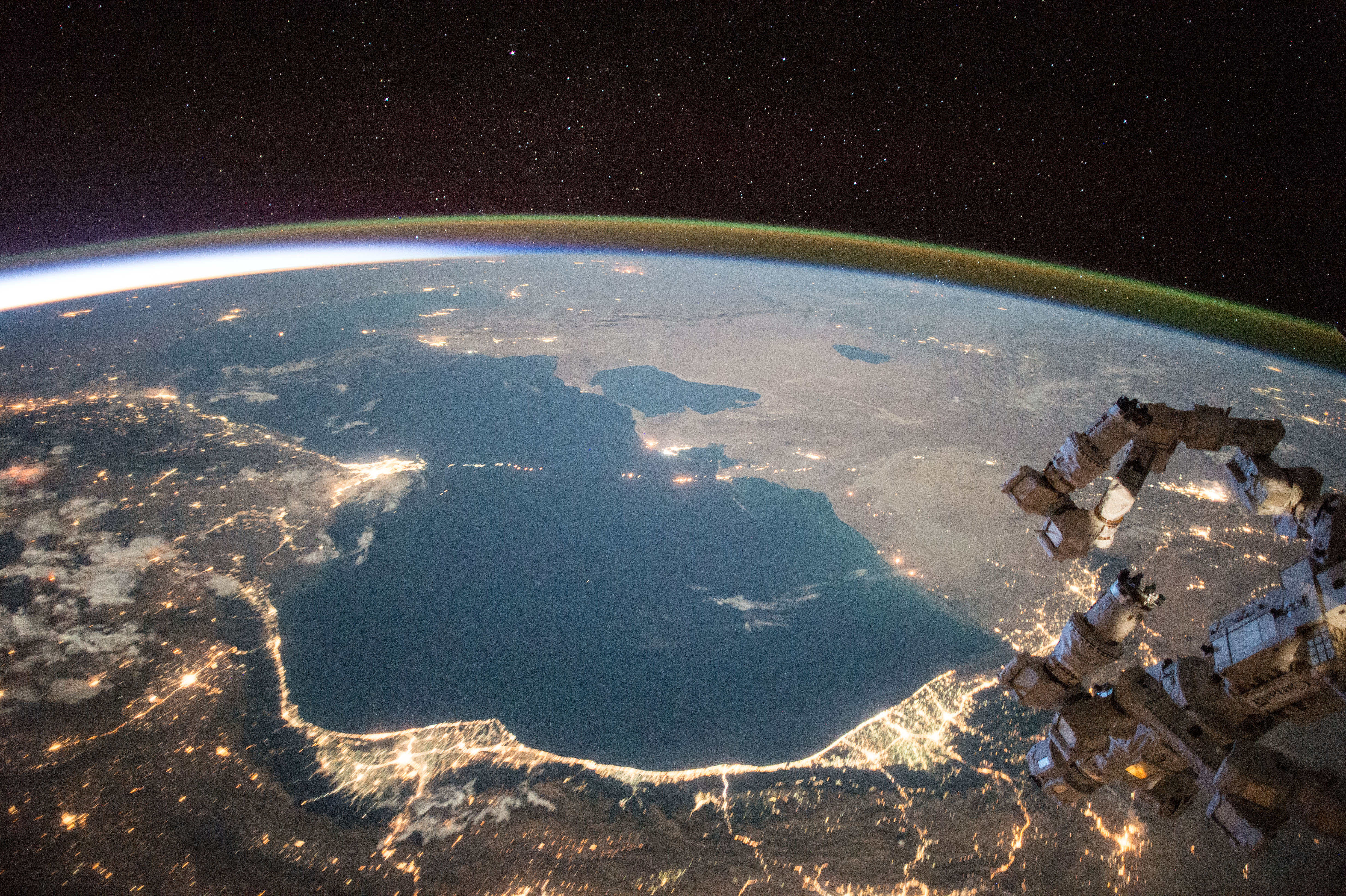
دریای خزر، ۴ مرداد ۱۳۹۴

دریای خزر گرچه سده‌ها است که دریا نامیده می‌شود ولی به هیچ دریایی به‌طور طبیعی متصل نیست؛ بنابراین رژیم حقوقی ویژه و منحصربه‌فرد خود را داشته و دارد. اگر دریای خزر را دریاچه بدانیم در آن صورت مشمول کنوانسیون ملل متحد در مورد حقوق دریاها نمی‌شود و رژیم حقوقی آن باید بر اساس توافق کشورهای ساحلی دریای خزر تعیین شود.
تا پیش از فروپاشی شوروی و اضافه شدن کشورهای نوبنیاد آذربایجان، قزاقستان و ترکمنستان به vihddogr2021#!ANY وضعیت حقوقی دریای خزر به وسیلهٔ معاهدات ۱۲۰۷ / ۱۸۲۸، ۱۳۰۰ / ۱۹۲۱ و ۱۳۱۹ / ۱۹۴۰ میان ایران و روسیه و بعدها ایران و شوروی، مشخص شده بود.
براساس عهدنامه ترکمانچای (به‌سال ۱۲۰۷ / ۱۸۲۸) ایران از داشتن نیروی دریایی در دریای خزر محروم شده بود. اما در قرارداد ایران و شوروی ۱۹۲۱ به تساوی، به ایران و شوروی حق کشتی‌رانی جنگی و غیر آن داده شد و در قرارداد بازرگانی و دریانوردی (۱۳۱۹ / ۱۹۴۰) جزئیات رژیم دریانوردی مشخص گردید. این معاهدات، هیچ اشاره‌ای به چگونگی استفاده از منابع بستر دریا را مطرح نمی‌کنند.

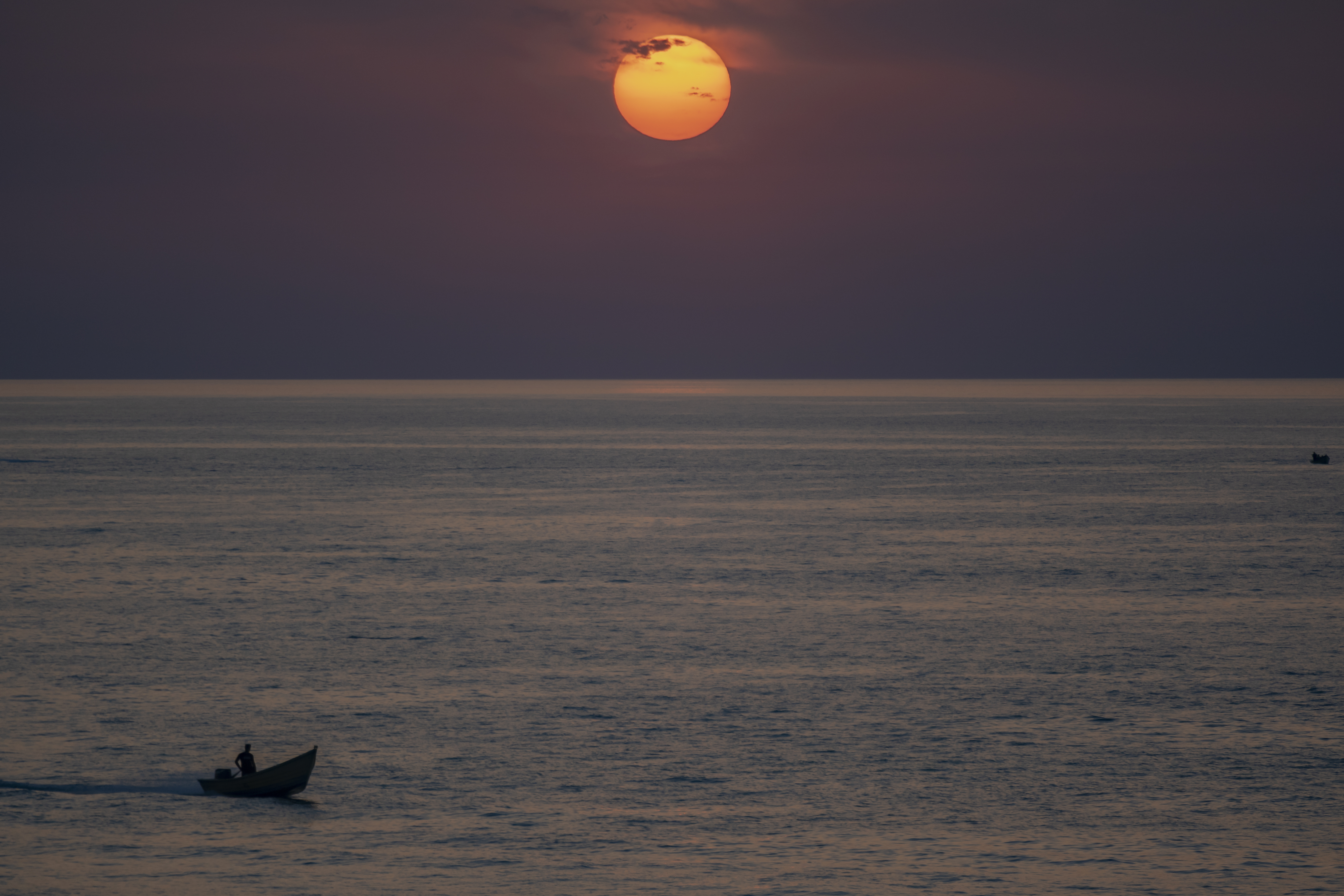
غروب آفتاب در ساحل دریای خزر

در سال ۱۹۹۱، روسیه و ایران خواهان آن بودند که کشورهای ساحلی دریای خزر به‌طور مشاع از این دریا بهره‌برداری کنند، در حالی که سه کشور دیگر دریای خزر خواهان تقسیم آن بودند. در ۲۱ دسامبر ۱۹۹۱ جمهوری‌های شوروی سابق با امضای اعلامیه آلماآتا متعهد شدند که به قراردادهای شوروی با دیگر کشورها پایبند باشند.
روسیه در سال ۱۹۹۸ موضع خود را تغییر داد و در سال ۱۳۸۰ و ۱۳۸۱ با قزاقستان و سپس با آذربایجان پروتکل دو جانبه‌ای را تعیین کرد که با وصل کردن دو سر نقاط ساحلی این دو کشور عملاً حدود ۲۷ درصد دریا سهم قزاقستان و حدود ۱۹ درصد دریا سهم روسیه می‌گردد. سهمی حدود ۱۸ درصد هم با همین فرمول برای آذربایجان در نظر گرفته شده و در واقع ۶۴ درصد بستر دریا را این سه کشور میان خود تقسیم کرده‌اند اما ایران و ترکمنستان این نوع تقسیم‌بندی دو جانبه را به رسمیت نپذیرفته‌اند و نظام تقسیم دریا را غیرقابل قبول می‌دانند. روسیه بزرگ‌ترین ناوگان دریایی را در میان کشورهای ساحلی دریای خزر دارد و مانع افزایش ناوگان ایران در این دریا می‌شود.
مناقشات راجع به میزان مالکیت این دریای بین کشورهای هم جوار، در طول دو دهه گذشته جریان دارد. کشورهای هم جوار شامل ایران، آذربایجان، ترکمنستان، روسیه، وقزاقستان هستند. سه مسئله اصلی در این مناقشات، منابع (نفت و گاز)، تحدید حدود آبی سطح و بستر دریا و سهم ماهیگیری این کشورها است.

## ترابری

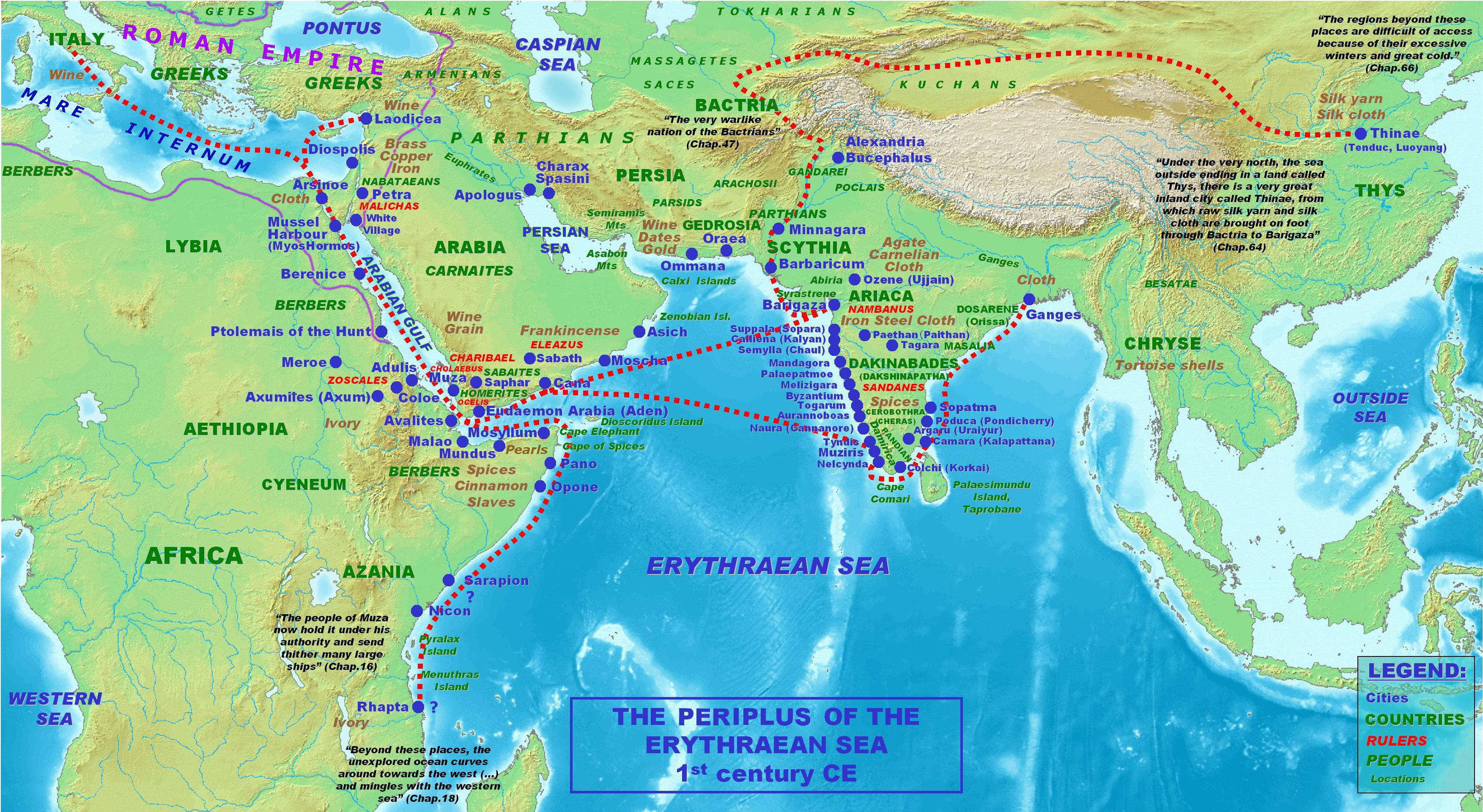
دریای اریتره، خلیج فارس، دریای کاسپین

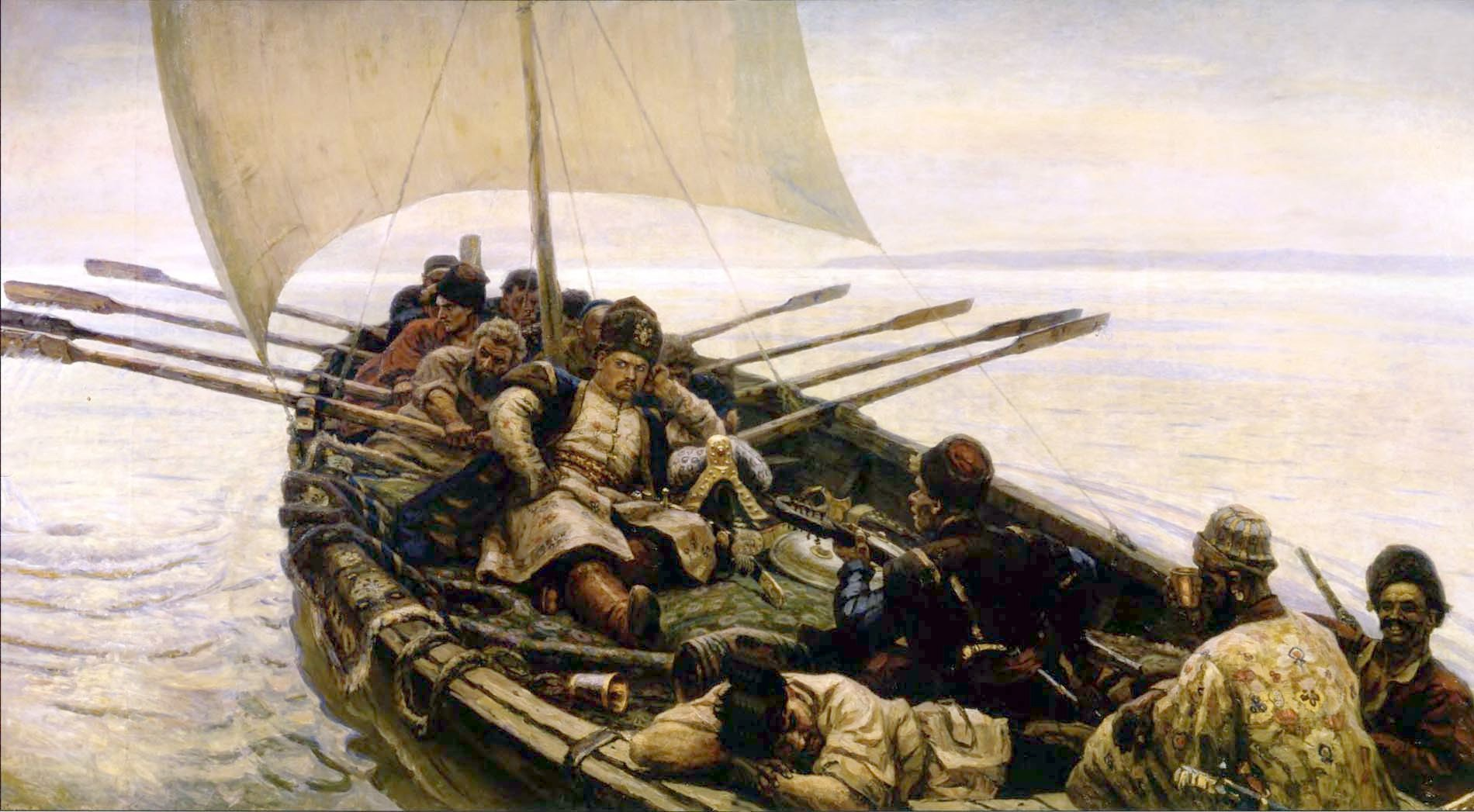
Surikov استپان رازین

دریای خزر در مسیر ترانزیت شمال اروپا و آسیا با جنوب قرار گرفته و یکی از محورهای راه‌گذر بین‌المللی شمال–جنوب باشد. این دریاچه همچنین از طریق رود ولگا و کانال ولگا–دن به آب‌های آزاد متصل شده‌است.

## منابع دریای خزر

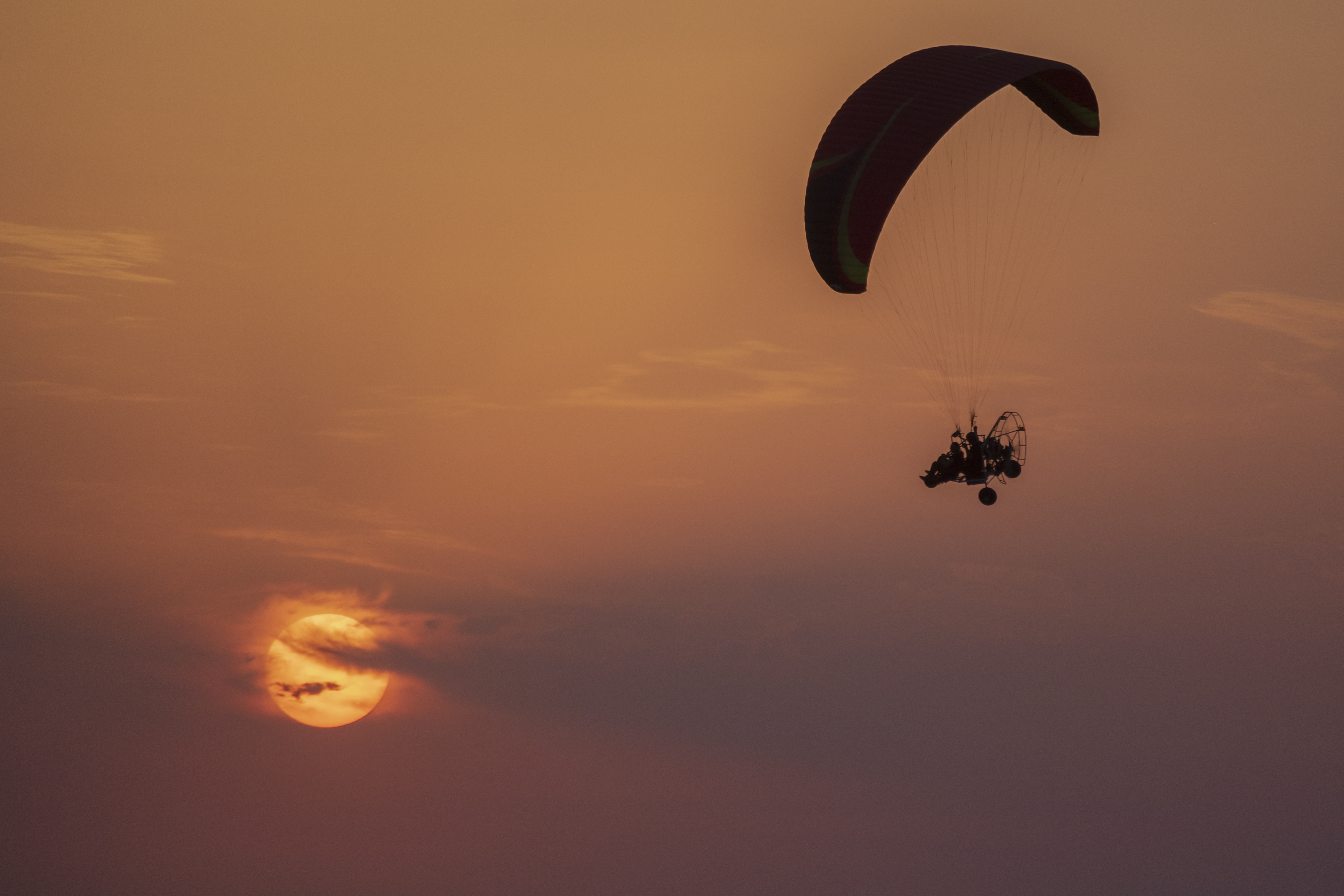
ورزش‌ها و تفریحات ساحلی در حاشیه دریای خزر

## آلودگی

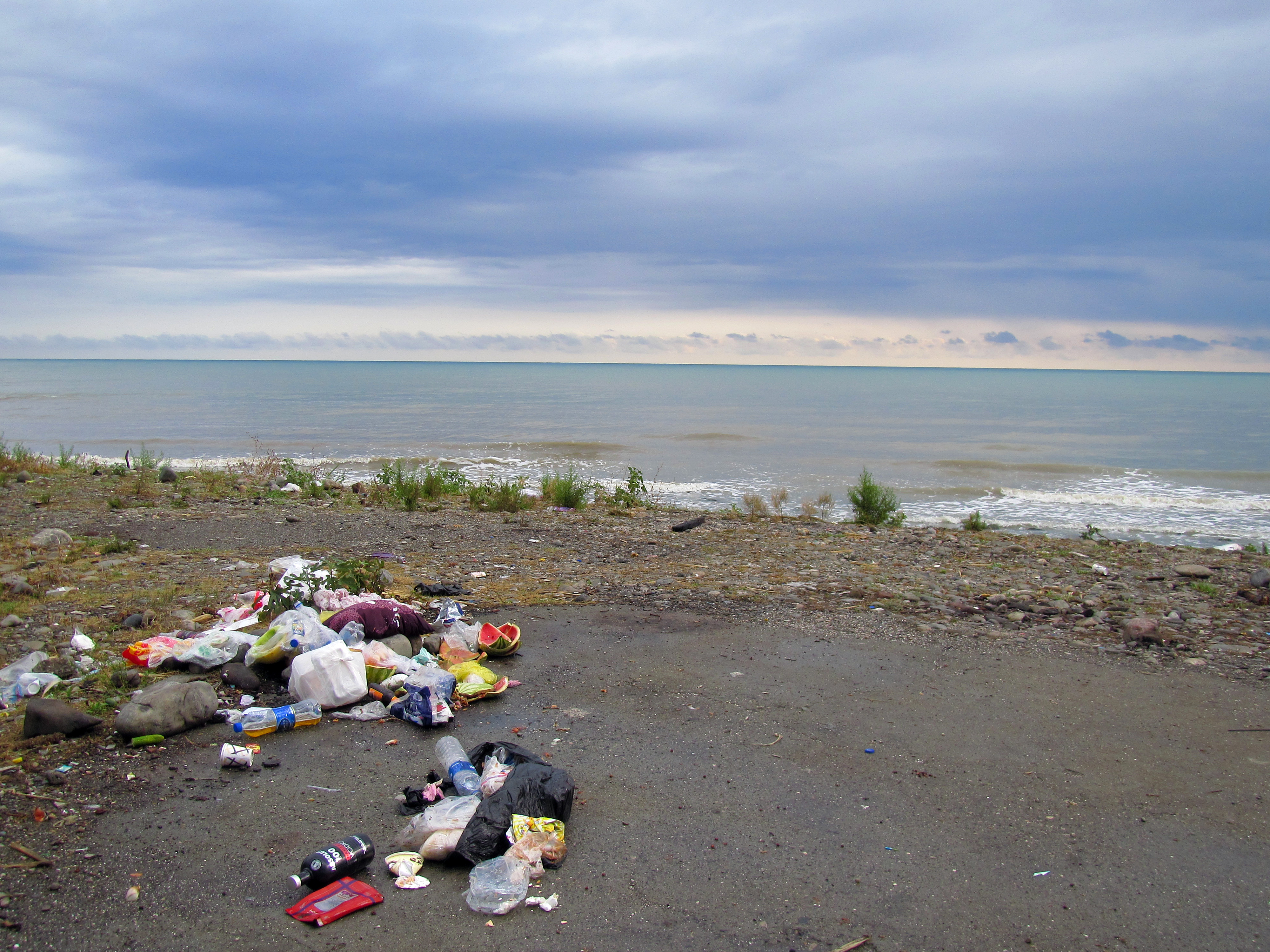
ریختن زباله در حاشیه دریای خزر

## دگرگونی‌های حجم و سطح آب دریا در گذشته

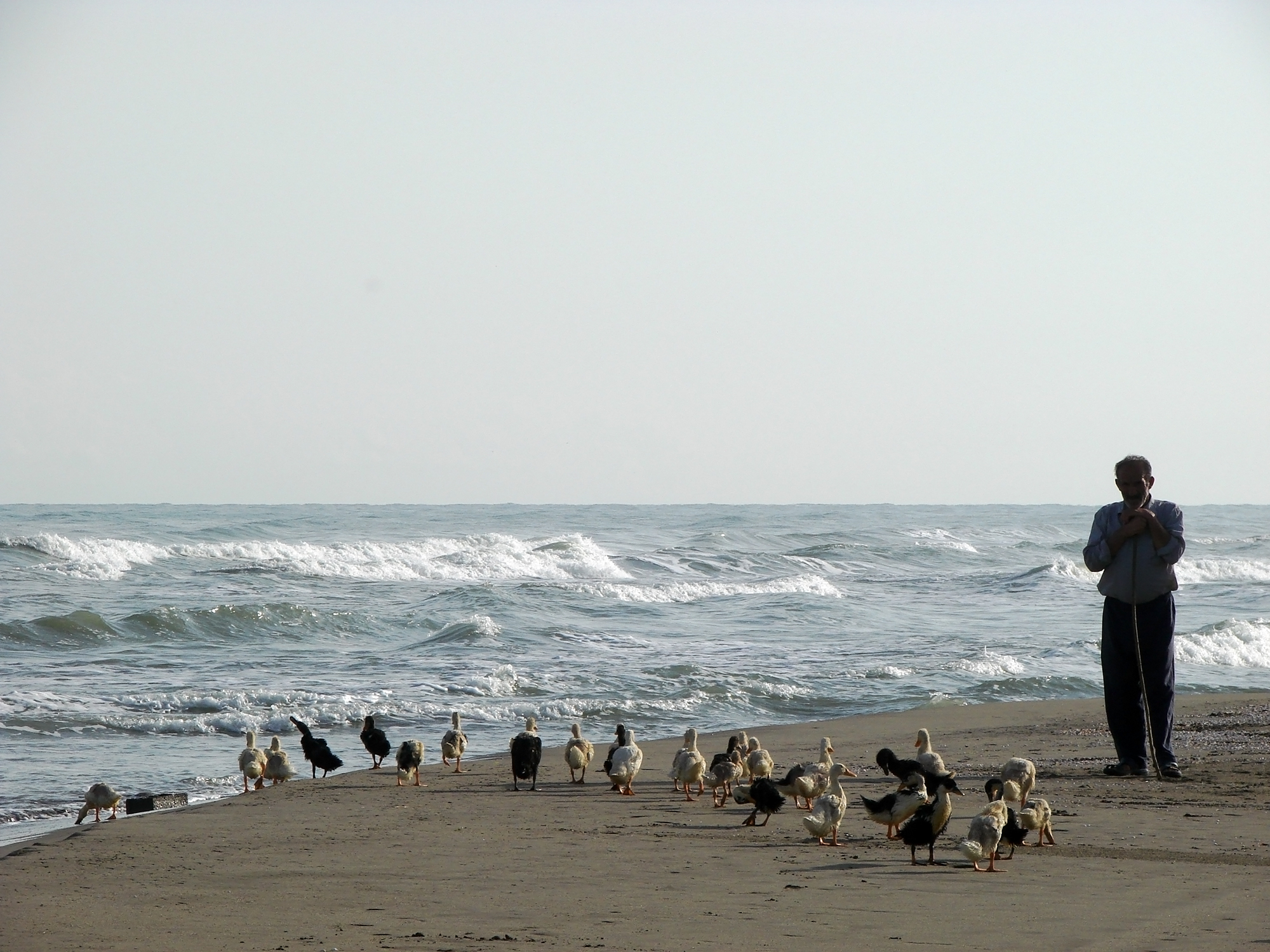
پیرمرد غازچران در ساحل محمودآباد، حاشیه دریای خزر

## نگارخانه

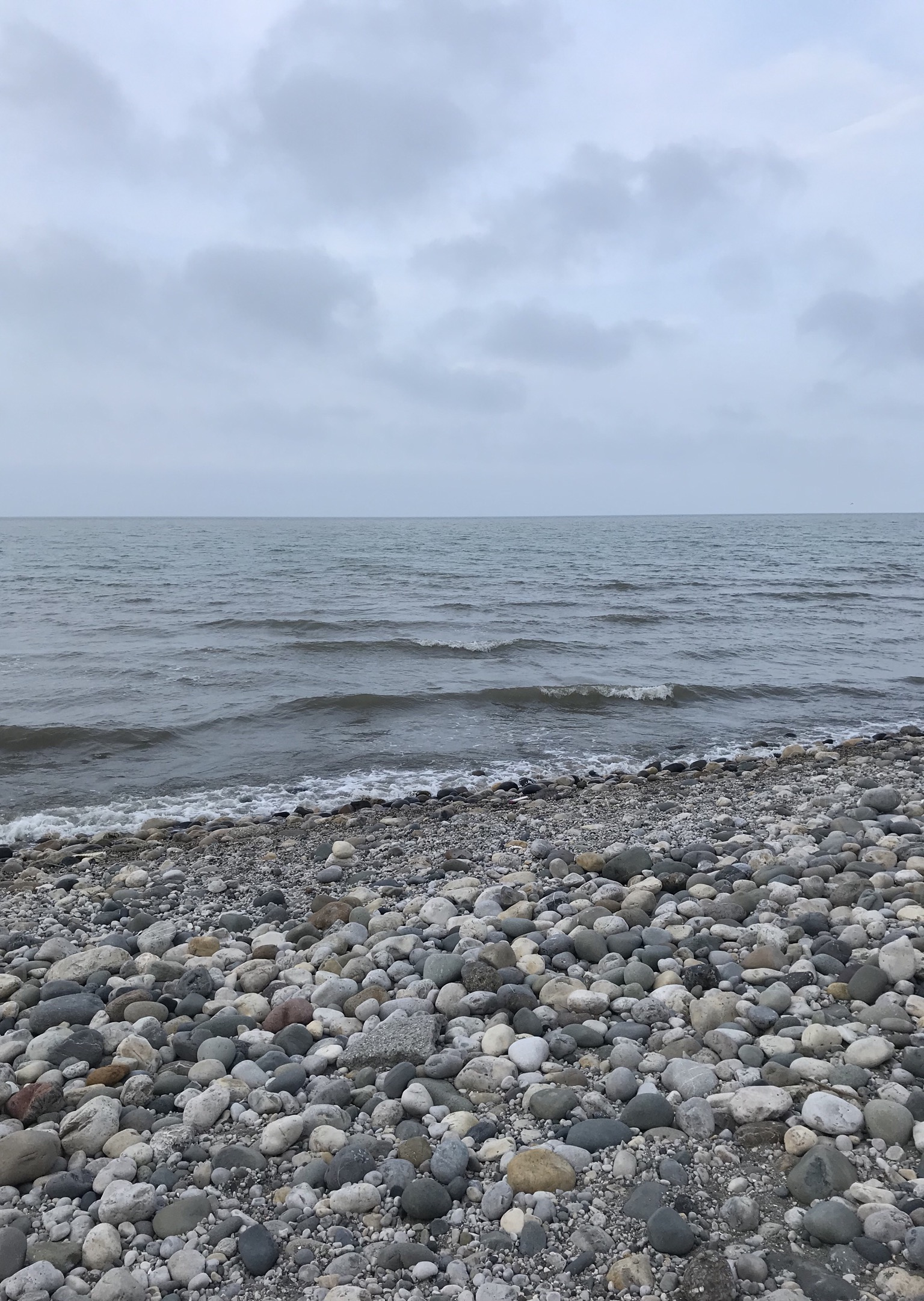
ساحل دریای خزر، چابکسر
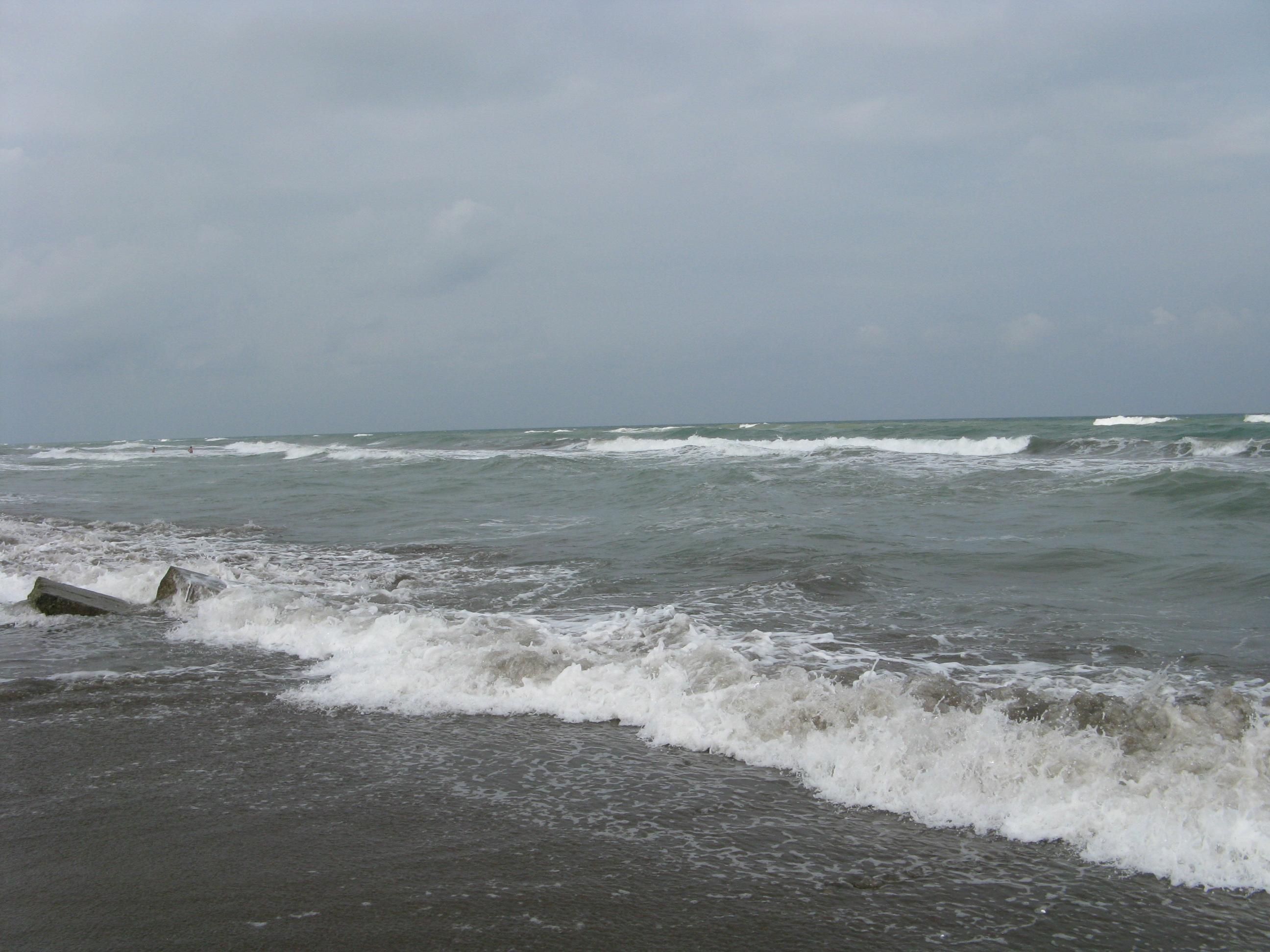
دریای خزر از ساحل نوشهر
دریای خزر، نمک‌آب‌رود
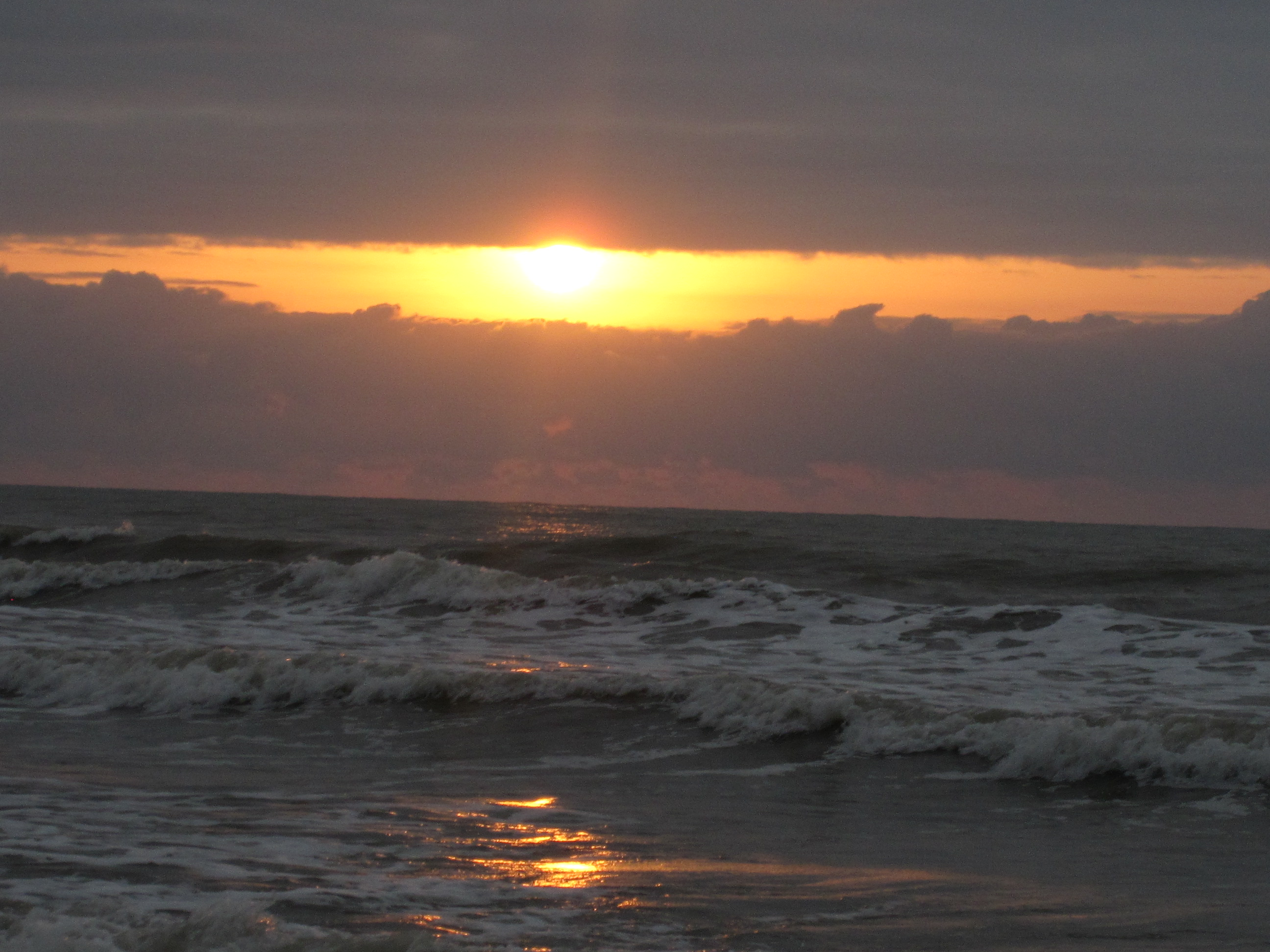
غروب در دریای خزر، ساحل فرح آباد
دریای خزر
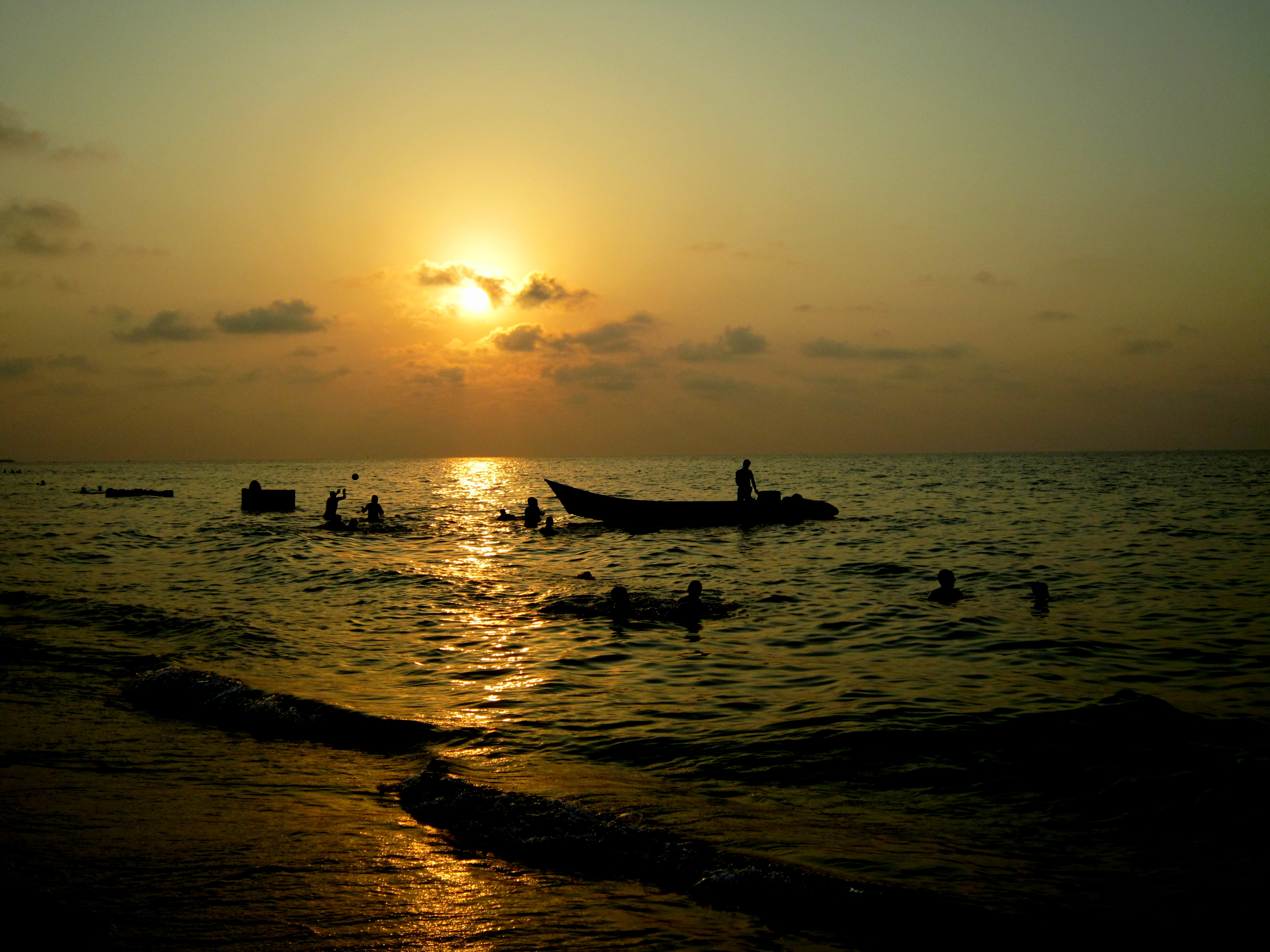
ضدنور در غروب آفتاب واقع در ساحل دریای خزر در بابلسر
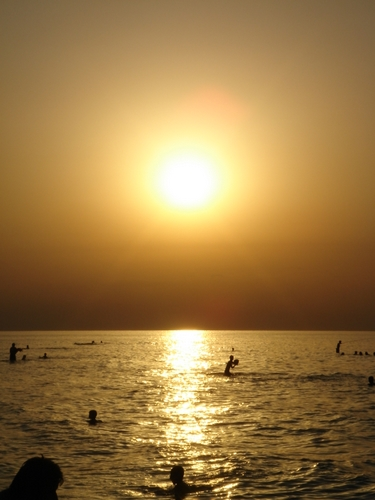
غروب خزر، انزلی
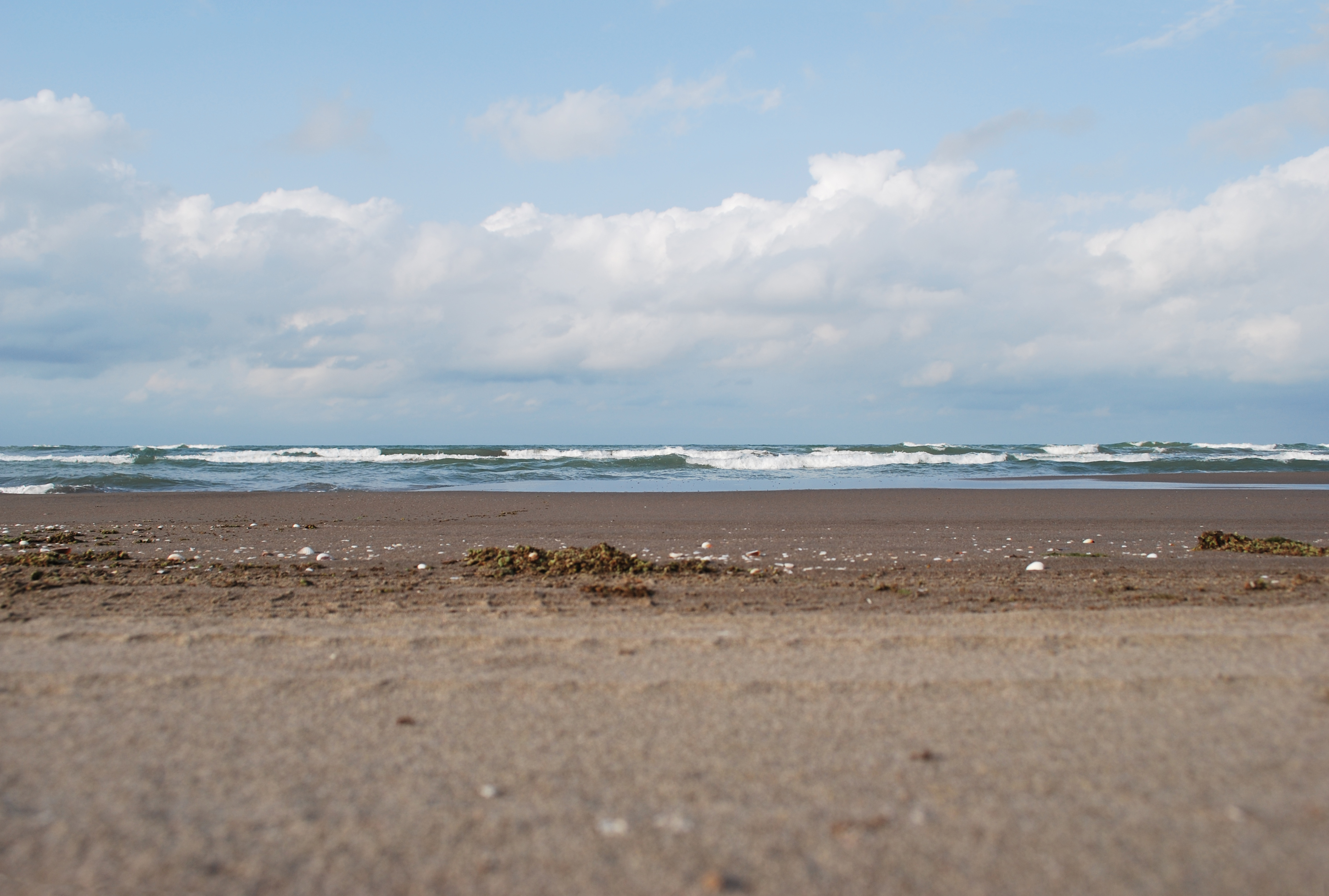
ساحل دریای خزر
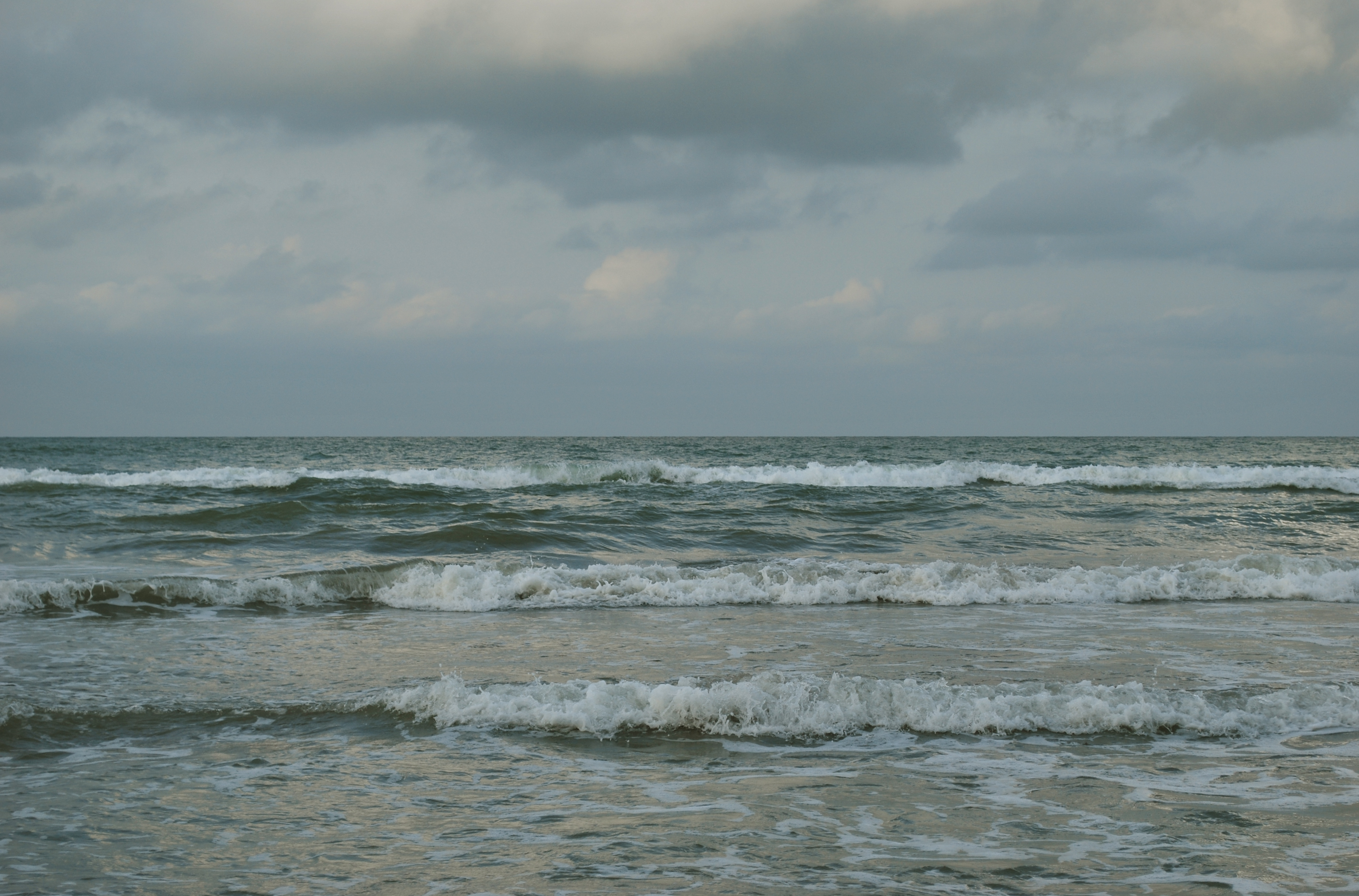
دریای خزر
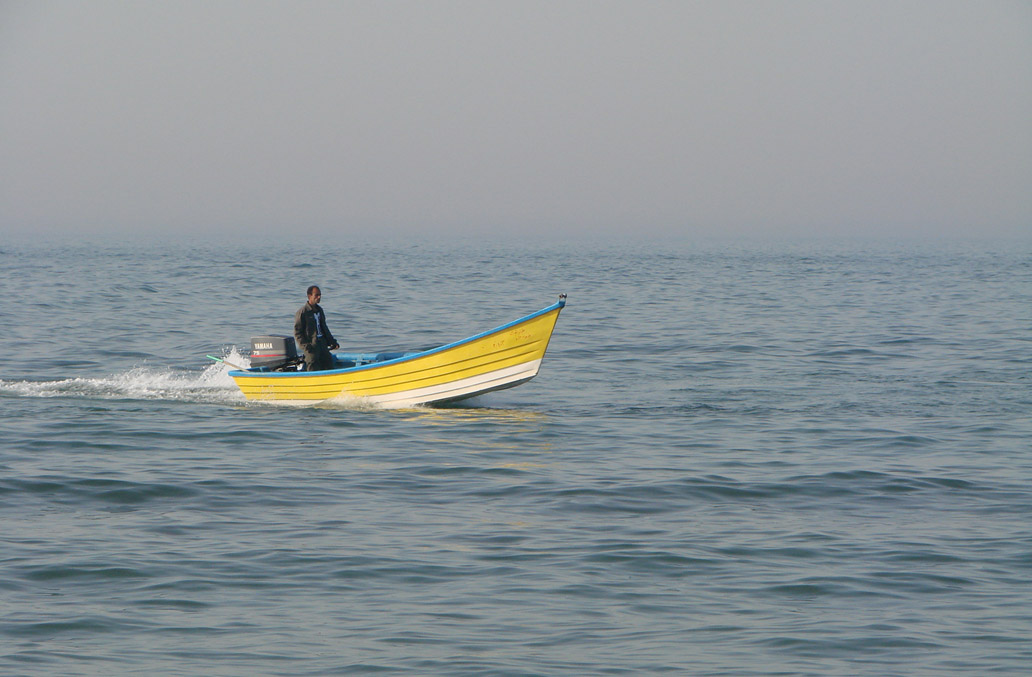
دریای خزر، بابلسر
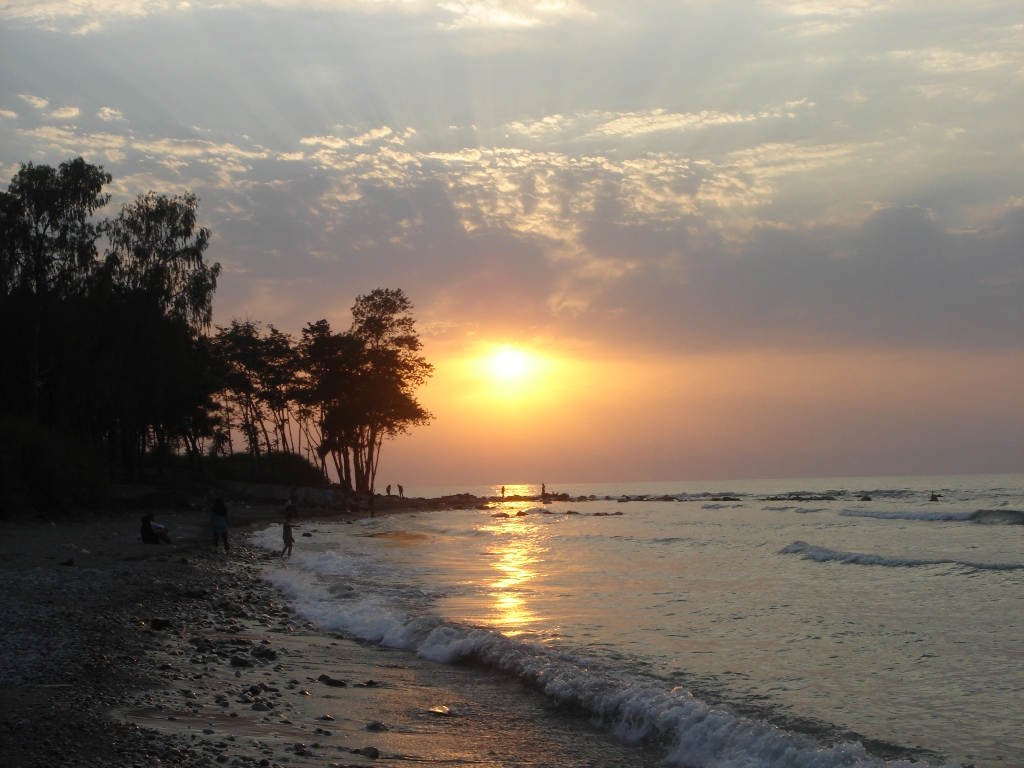
دریای خزر، ساحل سی سنگان
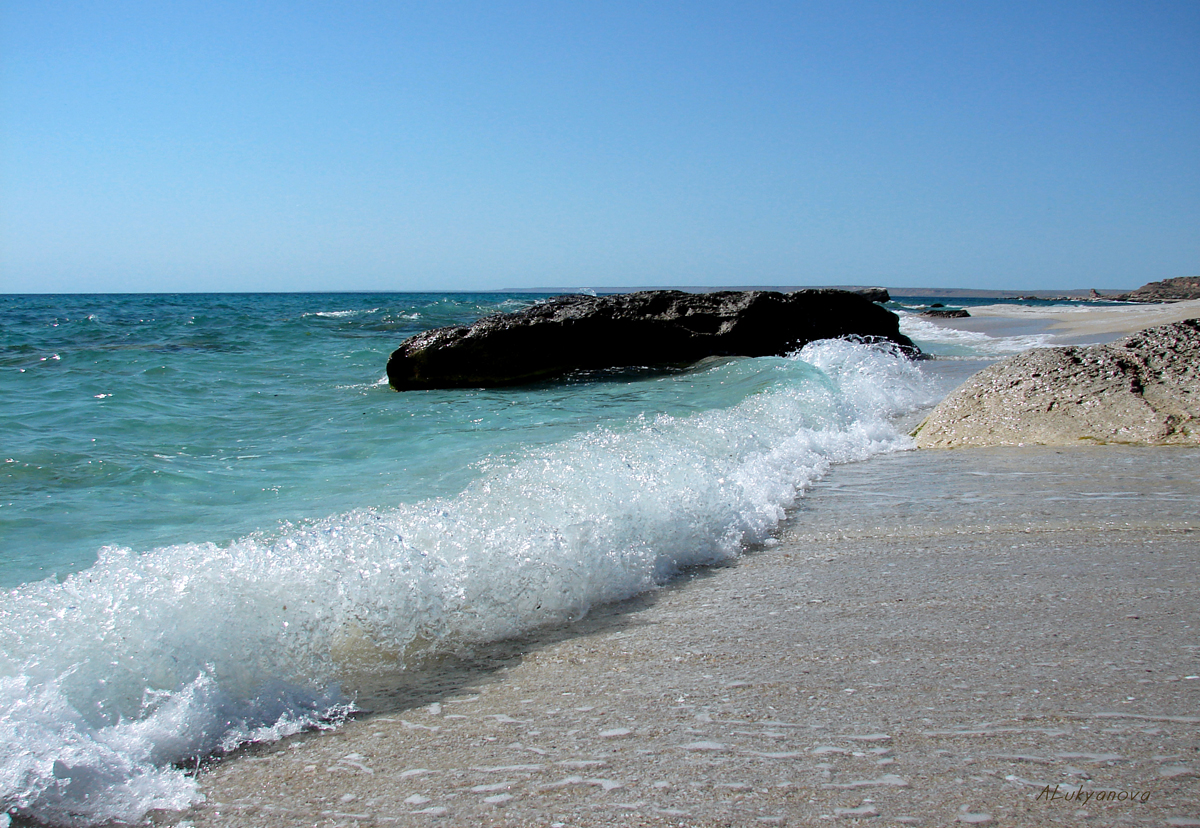
ساحل خزر، قزاقستان
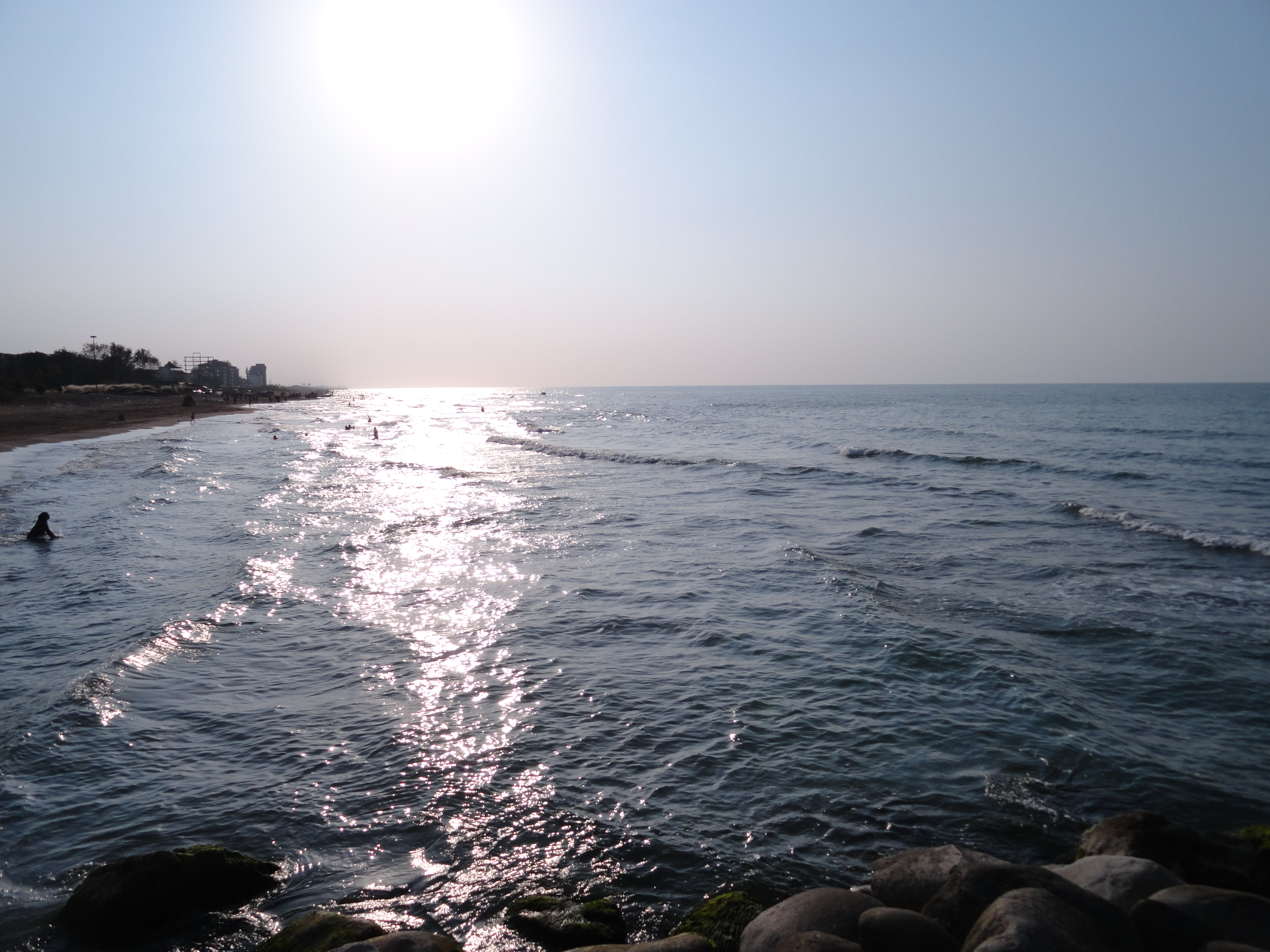
دریای خزر، ساحل سرخرود
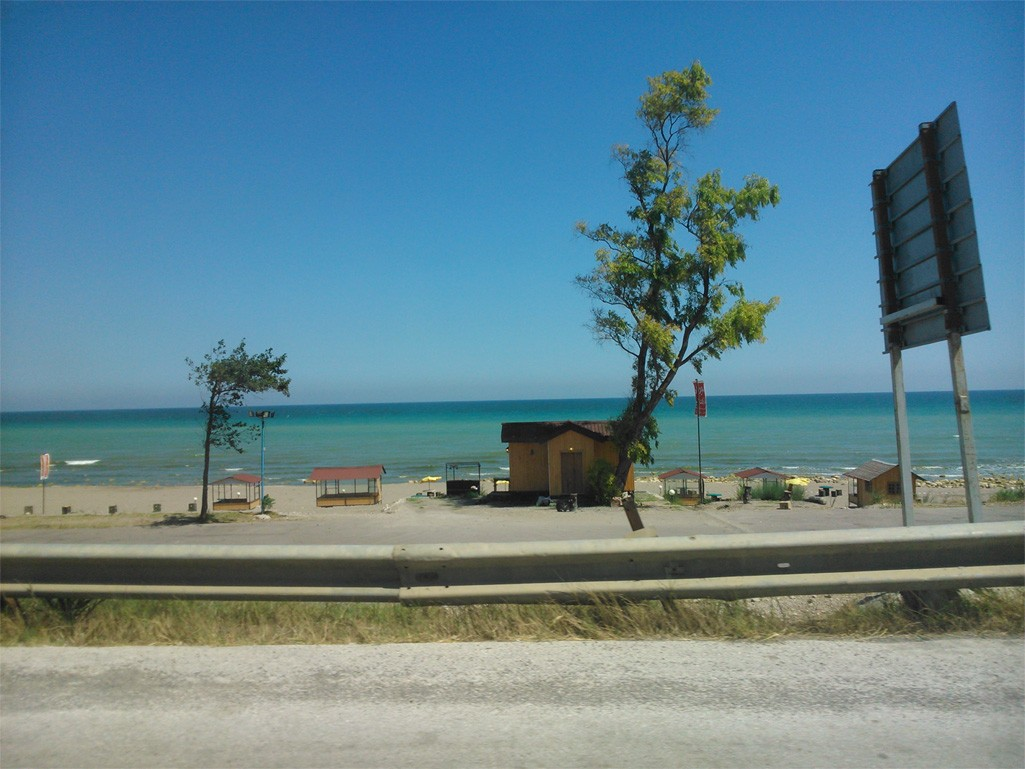
یکی از سواحل دریای خزر